# Melanin
Melanin (prema grč. μέλας, genitiv μέλανος: crn, taman) je pigment crne odnosno tamnosmeđe boje. Melanini su skupina prirodnih tamnih boja koje nastaju od različitih fenola i difenola djelovanjem oksidirajućih enzima (oksidaza) u prisutnosti kisika. Aminokiselina tirozin može nizom prijelaznih faza preko 3,4-dihidroksifenilalanina prijeći u jedan od melanina. Melanini u biljaka uzrokuju tamnu obojenost plodova, a u životinja i čovjeka to su pigmenti, koji se, kao zaštita od škodljiva djelovanja Sunčeve svjetlosti (posebno ultraljubičastih zraka), stvaraju u tjelesnom pokrivaču (u hitinu, koži, dlakama, perju, ljuskama i tako dalje). U koži sisavaca stvaraju se u posebnim stanicama, melanoblastima, koje se nalaze u temeljnom (bazalnom) sloju pousmine (epiderme). U čovjeka se melanini nalazi u koži, kosi i dlakama, polusluznici velikih tjelesnih otvora, u sluznici za osjet njuha, u žilnici i mrežnici oka, u živčanom tkivu, a vrlo malo ga ima u koži dlanova i tabana te u koži novorođenčeta. Javlja se u stanicama nekih tumora (melanom).
Pigment je smješten u melanosomu. Sintetizira se u melanocitima iz tirozina (aminokiselina) uz pomoć fenol-oksidaze (enzim). Srodan mu je feomelanin i eumelanin. Proizvodnju kontrolira melanocit stimulacijski hormon (MSH) u srednjem režnju hipofize (pars intermedia). Ovaj režanj jako je reduciran u ljudi bijele puti.
Melanin daje boju koži, kosi i očima. Ovaj kemijski spoj kemijskim sastavom je polimerizirani derivat indola vezan na bjelančevinu.